# ملوك إنجلترا الأنجويين
كان الأنجويون أسرةً ملَكية من أصل فرنسي حكمت إنجلترا في القرن الثاني عشر ومطلع القرن الثالث عشر، كان ملوكها هنري الثاني وريتشارد الأول وجون. في السنوات العشر التي تلت العام 1144، نال الكونتان المتعاقبان لأنجو، جيفري وابنه الملك المستقبلي هنري الثاني، سيطرةً على تجمعات واسعة من الأراضي في أوروبا الغربية ستدوم لـ80 عامًا وسيشار إليها بأثر رجعي بالإمبراطورية الأنجوية. كانت هذه بصفتها كيانًا سياسيًا مختلفة من الناحية البنيوية عن مملكة نورماندي السابقة ومملكة أسرة بلانتاجانت اللاحقة. أصبح جيفري دوق نورماندي في عام 1144 وتوفي في عام 1151. في عام 1152 أضاف وريثه، هنري، أكيتاين بفضل زواجه بإليانور آكيتاين. ورث هنري أيضًا حق والدته، الإمبراطورة متيلدا ابنة الملك هنري الأول، في المطالبة بالعرش الإنجليزي، الذي آل إليه في عام 1154 في أعقاب موت الملك ستيفان.
خلَف هنري ابنه الثالث ريتشارد الذي منحته شهرته بالبراعة العسكرية لقب «كور دي ليون» أو «قلب الأسد». وُلد وترعرع في إنجلترا إلا انه أمضى وقتًا قصيرًا جدًا هناك خلال حياته كبالغ، ربما ما لا يزيد عن ستة أشهر. على الرغم من ذلك يبقى ريتشارد شخصية بارزة على الدوام في كل من إنجلترا وفرنسا، وهو واحد من الملوك القلة الذين يُذكرون بلقبهم بدلًا من رقمهم الملكي.
حين توفي ريتشارد، استولى على العرش شقيقه جون، ابن هنري الخامس والوحيد الذي على قيد الحياة. في عام 1204 فقد جون معظم أراضي أنجو القارية، بما في ذلك أنجو، لمصلحة التاج الفرنسي. كان لا يزال معترفًا به وبخلفائه دوقات لأكيتاين. كانت خسارة أنجو التي سميت السلالة باسمها السبب وراء اعتبار ابن جون، هنري الثالث ملك إنجلترا، البلانتاجاتي الأول، اسم اشتُق من لقب جده الأكبر، جيفري. حين لا يكون هناك تمييز بين الأنجويين – والعهد الأنجوي- والملوك الإنجليز اللاحقين، يُعد هنري الثاني الملك البلانتاجاتي الأول. ابتداءًا بجون استمرت السلالة بنجاح ودون انقطاع في خط الذكور الرئيسي حتى عهد ريتشارد الثاني قبل أن ينقسم إلى فرعي كاديه متنافسين، آل لانكاستر وآل يورك.

## الاصطلاح

### أنجو
تستخدم الصفة أنجو (نسبةً إلى أنجو) في التاريخ الإنجليزي تحديدًا للإشارة إلى الملوك الذين كانوا أيضًا كونتات لأنجو -ابتداءًا بهنري الثاني- المنحدرين من جيفري ومتيلدا، وصفاتهم وأحفادهم وفترة التاريخ التي غطوها منذ منتصف القرن الثاني عشر حتى مطلع القرن الثالث عشر. بالإضافة إلى ذلك، تستخدم أيضًا للإشارة إلى حكومة أنجو، أو أي ملك، مستمدة منها. وتستخدم كاسم لأي مواطن من أنجو أو أي حاكم أنجوي. وعلى هذا النحو استخدمت أنجو أيضًا للكونتات والدوقات الآخرين لأنجو، بما في ذلك أسلاف الملوك الثلاثة، وأبناء عمومتهم الذين حصلوا على تاج أورشليم وأفراد لاحقين لا صلة لهم بالعائلة الملكية الفرنسية الذين مُنحوا الألقاب لتشكيل سلالاتٍ مختلفة من بينها آل أنجو الكابيتيون وآل فالوا أنجو.

### الإمبراطورية الأنجوية
نُحت مصطلح «الإمبراطورية الأنجوية» من قبل كيت نورغيت في عام 1887. بحسب ما هو معروف لم يكن ثمة اسم معاصر لتجمع الأراضي هذه التي أشير إليها -إن أشير إليها أساسًا- بمواربة خرقاء مثل مملكتنا وكل ما يخضع لحكمنا كائنًا ما كان أو كامل المملكة التي كانت تعود إلى والده. في حين أن الجزء الأنجوي من هذا المصطلح كان محل خلاف، كان القسم المتعلق بالإمبراطورية مثيرًا للجدل. في عام 1986 توصل مؤتمر لاختصاصيين في التاريخ إلى أنه لم يكن ثمة دولة أنجوية أو إمبراطورية أنجوية، غير أن مصطلح الفراغ البلانتاجانتي كان مقبولًا.

## الأصول
انحدر الأنجويون من جيفري الثاني، كونت غاتيناي وإرمينغارد دوقة أنجو. في عام 1060 ورث هذا الثنائي، عبر القرابة المعرفية، مقاطعة أنجو من خط أقدم يعود تاريخه إلى عام 870 ونبيل يدعى إنغيلغر. كان زواج الكونت جيفري بمتيلدا، الابن الشرعي الوحيد الباقي على قيد الحياة لهنري الأول ملك إنجلترا، جزءًا من صراع على السلطة خلال القرنين العاشر والحادي عشر بين لوردات نورماندي وبروتاني وبواتو وبلوا ومين وملوك فرنسا. من هذا الزواج ورث ابن جيفري، هنري، الحق في المطالبة بإنجلترا ونورماندي وأنجو والذي يشيد بداية السلالتين الأنجوية والبلانتاجانتية. كانت هذه المحاولة الثالثة لوالد جيفري فولك ملك بيت المقدس لبناء تحالف سياسي مع النورماندي. كانت المحاولة الأولى تزويج ابنته متيلدا بوريث هنري ويليام أديلين الذي غرق في تحطم السفينة البيضاء. ثم زوج فولك ابنته سيبيلا بويليام كليتو، وريث شقيق هنري الأكبر روبرت كورتز، إلا أن هنري ألغى الزواج ليتجنب تقوية حق ويليام في المطالبة بأراضيه.

## عرف الميراث وممارسة أنجوي
عندما أصبح المجتمع أكثر ازدهارًا واستقرارًا في القرن الحادي عشر، تطورت عادات الميراث التي أتاحت للبنات (في غياب الأبناء) أن يرثن الإمارات وكذلك أيضًا الملكيات العقارية. أشار مؤرخ القرن الثاني عشر رالف دي ديسيتو إلى ان كونتات أنجو وسعوا سيطرتهم على جيرانهم عن طريق الزواج بدلًا من الغزو. حدث زواج جيفري بابنة ملك (وأرملة إمبراطور) في هذا السياق. من غير المعروف إذا ما كان الملك هنري ينوي جعل جيفري وريثًا له، إلا أنه من المعروف أن التهديد الذي يمثله المطلب المنافس لويليام كليتو بدوقية نورماندي جعل موقعه التفاوضي ضعيفًا للغاية. ومع ذلك من المحتمل، في حال كان الزواج بلا أطفال، أن الملك هنري كان سيحاول أن يخلفه أحد أقربائه النورمان مثل ثيوبالد الثاني أو كونت شامباين أو ستيفن من بلوا في حال حصلوا فعلًا على تاج الملك هنري الإنجليزي. كان ارتياح الملك هنري العظيم في عام 1133 عند ولادة ابن للزوجين، الذي وُصف بأنه «وريث الملكة»، أمرًا مفهومًا في ضوء هذا الوضع. بعد ذلك أثارت ولادة ابن ثان مسألة إذا ما كان العرف سيتبع بوراثة الأم التي تنتقل إلى المولود الأول ووراثة الأب تذهب إلى شقيقه جيفري.
وفقًا لما كتبه المؤرخ ويليام في تسعينيات القرن الثاني عشر، فشلت الخطة بسبب وفاة جيفري المبكرة في عام 1151. قرر جيفري الذي كان يحتضر أن يحصل هنري على الميراث الأبوي والأمومي في حين كان بحاجة إلى الموارد للتغلب على ستيفن، وترك تعليمات ألا يدفن جسده حتى يقسم هنري أن جيفري الأصغر سيحصل على أنجو حالما تأمنت إنجلترا ونورماندي. توفي جيفري شقيق هنري في عام 1154، في وقت مبكر جدًا ليحصل على أنجو، لكن ليس قبل أن يعيَّن كونت في نانت بعد أن ساند هنري تمردًا من قبل مواطنيه ضد سيدهم السابق.
كانت وحدة تجميع هنري للممالك تعتمد إلى حد كبير على الأسرة الحاكمة، مما أثر على رأي معظم المؤرخين بأن عدم الاستقرار هذا جعل استمرارها أمرًا غير متحمل. أفضى التقليد الفرنسي المتعلق بالميراث الجزئي في ذلك الوقت إلى التفتت السياسي. في الواقع، لو لم يتوفى ابنا هنري الثاني هنري الملك الشاب وجيفري ملك بريتاني وهما في عمر الشباب، لكان ميراث 1189 قد تغير بشكل أساسي. خطط كل من هنري وريتشارد للتقسيم بعد وفاتهما في حين كانا يحاولان توفير السيادة المهيمنة لإبقاء الأراضي موحدة.